# Vulpes vulpes
La volpe rossa, o semplicemente volpe (Vulpes vulpes Linnaeus, 1758), è la più grande delle volpi propriamente dette e il carnivoro con l'areale più vasto, essendo presente in tutto l'emisfero boreale, dal circolo polare artico al Nord Africa, il Nord America e l'Eurasia.
Il suo areale si è espanso insieme a quello umano, essendo stata introdotta in Australia, dove viene considerata nociva per i marsupiali e gli uccelli indigeni. A causa dei suoi danni ecologici in quest'ultimo continente, la specie è considerata una tra le peggiori specie invasive.
La specie ebbe origine da antenati più piccoli in Eurasia durante il Villafranchiano medio, e colonizzò il Nord America poco dopo la glaciazione del Wisconsin. Fra le volpi del genere Vulpes, la volpe rossa rappresenta una forma più specializzata al carnivorismo. Oltre che per le maggiori dimensioni, si distingue ulteriormente dalle altre volpi per la capacità di adattarsi a qualsiasi ambiente. Malgrado il suo nome informale, la specie non è sempre rossa, essendo stati segnalati sia esemplari albini che melanici. Si riconoscono 45 sottospecie, che sono divise in due categorie: le grosse volpi rosse settentrionali e le piccole volpi rosse meridionali dei deserti asiatici e mediorientali.
La volpe rossa vive solitamente in coppia o in piccoli gruppi rivolti a una coppia riproduttiva e la sua prole o da un maschio con varie femmine imparentate. I cuccioli cresciuti tendono a rimanere con i genitori per assisterli nella cura di nuovi piccoli. Si ciba prevalentemente di piccoli roditori, ma caccia anche conigli, uccelli terricoli, rettili, invertebrati e giovani ungulati. Ogni tanto si nutre anche di frutta e vegetali. Sebbene tenda a uccidere i predatori più piccoli, incluse altre specie di volpe, è vulnerabile agli attacchi di predatori più grossi come lupi, coyote, sciacalli e vari felini di grossa (come i leopardi) o media taglia (come le linci).
La specie ha una lunga storia d'associazione con gli umani, essendo stata cacciata attivamente come animale nocivo o da pelliccia per molti secoli, ed è protagonista di tante fiabe e leggende. Dato il suo vasto areale e la popolazione numerosa, è fra gli animali più importanti nel commercio delle pellicce.

## Evoluzione e Tassonomia

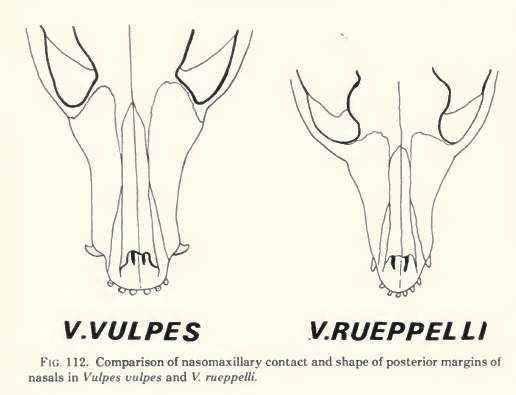
Illustrazione comparativa dei teschi d'una volpe rossa (sinistra) e una volpe di Rüppell (destra). Nota il muso più robusto del primo.

La volpe rossa è una volpe più specializzata delle volpi afgane, i corsac e le volpi del Bengala nella direzione del carnivorismo. Perciò, il cranio presenta meno tratti neotenici. Il cladogramma qui presente dimostra la sua posizione filogenetica.
|  | Volpe artica           |
|  |                        |
|  | Volpe pigmea americana |
|  |                        |

|  | Corsac                                                           |
|  |                                                                  |
|  | \| \| Volpe di Rüppell \| \| \| \| \| \| Volpe rossa \| \| \| \| |
|  |                                                                  |
|  | Volpe di Rüppell                                                 |
|  |                                                                  |
|  | Volpe rossa                                                      |
|  |                                                                  |

|  | Volpe di Rüppell |
|  |                  |
|  | Volpe rossa      |
|  |                  |

|  | Volpe artica           |
|  |                        |
|  | Volpe pigmea americana |
|  |                        |

|  | Corsac                                                           |
|  |                                                                  |
|  | \| \| Volpe di Rüppell \| \| \| \| \| \| Volpe rossa \| \| \| \| |
|  |                                                                  |
|  | Volpe di Rüppell                                                 |
|  |                                                                  |
|  | Volpe rossa                                                      |
|  |                                                                  |

|  | Volpe di Rüppell |
|  |                  |
|  | Volpe rossa      |
|  |                  |

|  | Volpe artica           |
|  |                        |
|  | Volpe pigmea americana |
|  |                        |

|  | Corsac                                                           |
|  |                                                                  |
|  | \| \| Volpe di Rüppell \| \| \| \| \| \| Volpe rossa \| \| \| \| |
|  |                                                                  |
|  | Volpe di Rüppell                                                 |
|  |                                                                  |
|  | Volpe rossa                                                      |
|  |                                                                  |

|  | Volpe di Rüppell |
|  |                  |
|  | Volpe rossa      |
|  |                  |

|  | Volpe artica           |
|  |                        |
|  | Volpe pigmea americana |
|  |                        |

|  | Corsac                                                           |
|  |                                                                  |
|  | \| \| Volpe di Rüppell \| \| \| \| \| \| Volpe rossa \| \| \| \| |
|  |                                                                  |
|  | Volpe di Rüppell                                                 |
|  |                                                                  |
|  | Volpe rossa                                                      |
|  |                                                                  |

|  | Volpe di Rüppell |
|  |                  |
|  | Volpe rossa      |
|  |                  |

|  | Volpe afgana |
|  |              |
|  | Fennec       |
|  |              |

|  | Volpe artica           |
|  |                        |
|  | Volpe pigmea americana |
|  |                        |

|  | Corsac                                                           |
|  |                                                                  |
|  | \| \| Volpe di Rüppell \| \| \| \| \| \| Volpe rossa \| \| \| \| |
|  |                                                                  |
|  | Volpe di Rüppell                                                 |
|  |                                                                  |
|  | Volpe rossa                                                      |
|  |                                                                  |

|  | Volpe di Rüppell |
|  |                  |
|  | Volpe rossa      |
|  |                  |

|  | Volpe artica           |
|  |                        |
|  | Volpe pigmea americana |
|  |                        |

|  | Corsac                                                           |
|  |                                                                  |
|  | \| \| Volpe di Rüppell \| \| \| \| \| \| Volpe rossa \| \| \| \| |
|  |                                                                  |
|  | Volpe di Rüppell                                                 |
|  |                                                                  |
|  | Volpe rossa                                                      |
|  |                                                                  |

|  | Volpe di Rüppell |
|  |                  |
|  | Volpe rossa      |
|  |                  |

|  | Volpe artica           |
|  |                        |
|  | Volpe pigmea americana |
|  |                        |

|  | Corsac                                                           |
|  |                                                                  |
|  | \| \| Volpe di Rüppell \| \| \| \| \| \| Volpe rossa \| \| \| \| |
|  |                                                                  |
|  | Volpe di Rüppell                                                 |
|  |                                                                  |
|  | Volpe rossa                                                      |
|  |                                                                  |

|  | Volpe di Rüppell |
|  |                  |
|  | Volpe rossa      |
|  |                  |

|  | Volpe artica           |
|  |                        |
|  | Volpe pigmea americana |
|  |                        |

|  | Corsac                                                           |
|  |                                                                  |
|  | \| \| Volpe di Rüppell \| \| \| \| \| \| Volpe rossa \| \| \| \| |
|  |                                                                  |
|  | Volpe di Rüppell                                                 |
|  |                                                                  |
|  | Volpe rossa                                                      |
|  |                                                                  |

|  | Volpe di Rüppell |
|  |                  |
|  | Volpe rossa      |
|  |                  |

|  | Volpe afgana |
|  |              |
|  | Fennec       |
|  |              |

|  | Volpe artica           |
|  |                        |
|  | Volpe pigmea americana |
|  |                        |

|  | Corsac                                                           |
|  |                                                                  |
|  | \| \| Volpe di Rüppell \| \| \| \| \| \| Volpe rossa \| \| \| \| |
|  |                                                                  |
|  | Volpe di Rüppell                                                 |
|  |                                                                  |
|  | Volpe rossa                                                      |
|  |                                                                  |

|  | Volpe di Rüppell |
|  |                  |
|  | Volpe rossa      |
|  |                  |

|  | Volpe artica           |
|  |                        |
|  | Volpe pigmea americana |
|  |                        |

|  | Corsac                                                           |
|  |                                                                  |
|  | \| \| Volpe di Rüppell \| \| \| \| \| \| Volpe rossa \| \| \| \| |
|  |                                                                  |
|  | Volpe di Rüppell                                                 |
|  |                                                                  |
|  | Volpe rossa                                                      |
|  |                                                                  |

|  | Volpe di Rüppell |
|  |                  |
|  | Volpe rossa      |
|  |                  |

|  | Volpe artica           |
|  |                        |
|  | Volpe pigmea americana |
|  |                        |

|  | Corsac                                                           |
|  |                                                                  |
|  | \| \| Volpe di Rüppell \| \| \| \| \| \| Volpe rossa \| \| \| \| |
|  |                                                                  |
|  | Volpe di Rüppell                                                 |
|  |                                                                  |
|  | Volpe rossa                                                      |
|  |                                                                  |

|  | Volpe di Rüppell |
|  |                  |
|  | Volpe rossa      |
|  |                  |

|  | Volpe artica           |
|  |                        |
|  | Volpe pigmea americana |
|  |                        |

|  | Corsac                                                           |
|  |                                                                  |
|  | \| \| Volpe di Rüppell \| \| \| \| \| \| Volpe rossa \| \| \| \| |
|  |                                                                  |
|  | Volpe di Rüppell                                                 |
|  |                                                                  |
|  | Volpe rossa                                                      |
|  |                                                                  |

|  | Volpe di Rüppell |
|  |                  |
|  | Volpe rossa      |
|  |                  |

|  | Volpe afgana |
|  |              |
|  | Fennec       |
|  |              |

|  | Volpe artica           |
|  |                        |
|  | Volpe pigmea americana |
|  |                        |

|  | Corsac                                                           |
|  |                                                                  |
|  | \| \| Volpe di Rüppell \| \| \| \| \| \| Volpe rossa \| \| \| \| |
|  |                                                                  |
|  | Volpe di Rüppell                                                 |
|  |                                                                  |
|  | Volpe rossa                                                      |
|  |                                                                  |

|  | Volpe di Rüppell |
|  |                  |
|  | Volpe rossa      |
|  |                  |

|  | Volpe artica           |
|  |                        |
|  | Volpe pigmea americana |
|  |                        |

|  | Corsac                                                           |
|  |                                                                  |
|  | \| \| Volpe di Rüppell \| \| \| \| \| \| Volpe rossa \| \| \| \| |
|  |                                                                  |
|  | Volpe di Rüppell                                                 |
|  |                                                                  |
|  | Volpe rossa                                                      |
|  |                                                                  |

|  | Volpe di Rüppell |
|  |                  |
|  | Volpe rossa      |
|  |                  |

|  | Volpe artica           |
|  |                        |
|  | Volpe pigmea americana |
|  |                        |

|  | Corsac                                                           |
|  |                                                                  |
|  | \| \| Volpe di Rüppell \| \| \| \| \| \| Volpe rossa \| \| \| \| |
|  |                                                                  |
|  | Volpe di Rüppell                                                 |
|  |                                                                  |
|  | Volpe rossa                                                      |
|  |                                                                  |

|  | Volpe di Rüppell |
|  |                  |
|  | Volpe rossa      |
|  |                  |

|  | Volpe artica           |
|  |                        |
|  | Volpe pigmea americana |
|  |                        |

|  | Corsac                                                           |
|  |                                                                  |
|  | \| \| Volpe di Rüppell \| \| \| \| \| \| Volpe rossa \| \| \| \| |
|  |                                                                  |
|  | Volpe di Rüppell                                                 |
|  |                                                                  |
|  | Volpe rossa                                                      |
|  |                                                                  |

|  | Volpe di Rüppell |
|  |                  |
|  | Volpe rossa      |
|  |                  |

|  | Volpe afgana |
|  |              |
|  | Fennec       |
|  |              |

|  | Otocione |
|  |          |

|  | Volpe artica           |
|  |                        |
|  | Volpe pigmea americana |
|  |                        |

|  | Corsac                                                           |
|  |                                                                  |
|  | \| \| Volpe di Rüppell \| \| \| \| \| \| Volpe rossa \| \| \| \| |
|  |                                                                  |
|  | Volpe di Rüppell                                                 |
|  |                                                                  |
|  | Volpe rossa                                                      |
|  |                                                                  |

|  | Volpe di Rüppell |
|  |                  |
|  | Volpe rossa      |
|  |                  |

|  | Volpe artica           |
|  |                        |
|  | Volpe pigmea americana |
|  |                        |

|  | Corsac                                                           |
|  |                                                                  |
|  | \| \| Volpe di Rüppell \| \| \| \| \| \| Volpe rossa \| \| \| \| |
|  |                                                                  |
|  | Volpe di Rüppell                                                 |
|  |                                                                  |
|  | Volpe rossa                                                      |
|  |                                                                  |

|  | Volpe di Rüppell |
|  |                  |
|  | Volpe rossa      |
|  |                  |

|  | Volpe artica           |
|  |                        |
|  | Volpe pigmea americana |
|  |                        |

|  | Corsac                                                           |
|  |                                                                  |
|  | \| \| Volpe di Rüppell \| \| \| \| \| \| Volpe rossa \| \| \| \| |
|  |                                                                  |
|  | Volpe di Rüppell                                                 |
|  |                                                                  |
|  | Volpe rossa                                                      |
|  |                                                                  |

|  | Volpe di Rüppell |
|  |                  |
|  | Volpe rossa      |
|  |                  |

|  | Volpe artica           |
|  |                        |
|  | Volpe pigmea americana |
|  |                        |

|  | Corsac                                                           |
|  |                                                                  |
|  | \| \| Volpe di Rüppell \| \| \| \| \| \| Volpe rossa \| \| \| \| |
|  |                                                                  |
|  | Volpe di Rüppell                                                 |
|  |                                                                  |
|  | Volpe rossa                                                      |
|  |                                                                  |

|  | Volpe di Rüppell |
|  |                  |
|  | Volpe rossa      |
|  |                  |

|  | Volpe afgana |
|  |              |
|  | Fennec       |
|  |              |

|  | Volpe artica           |
|  |                        |
|  | Volpe pigmea americana |
|  |                        |

|  | Corsac                                                           |
|  |                                                                  |
|  | \| \| Volpe di Rüppell \| \| \| \| \| \| Volpe rossa \| \| \| \| |
|  |                                                                  |
|  | Volpe di Rüppell                                                 |
|  |                                                                  |
|  | Volpe rossa                                                      |
|  |                                                                  |

|  | Volpe di Rüppell |
|  |                  |
|  | Volpe rossa      |
|  |                  |

|  | Volpe artica           |
|  |                        |
|  | Volpe pigmea americana |
|  |                        |

|  | Corsac                                                           |
|  |                                                                  |
|  | \| \| Volpe di Rüppell \| \| \| \| \| \| Volpe rossa \| \| \| \| |
|  |                                                                  |
|  | Volpe di Rüppell                                                 |
|  |                                                                  |
|  | Volpe rossa                                                      |
|  |                                                                  |

|  | Volpe di Rüppell |
|  |                  |
|  | Volpe rossa      |
|  |                  |

|  | Volpe artica           |
|  |                        |
|  | Volpe pigmea americana |
|  |                        |

|  | Corsac                                                           |
|  |                                                                  |
|  | \| \| Volpe di Rüppell \| \| \| \| \| \| Volpe rossa \| \| \| \| |
|  |                                                                  |
|  | Volpe di Rüppell                                                 |
|  |                                                                  |
|  | Volpe rossa                                                      |
|  |                                                                  |

|  | Volpe di Rüppell |
|  |                  |
|  | Volpe rossa      |
|  |                  |

|  | Volpe artica           |
|  |                        |
|  | Volpe pigmea americana |
|  |                        |

|  | Corsac                                                           |
|  |                                                                  |
|  | \| \| Volpe di Rüppell \| \| \| \| \| \| Volpe rossa \| \| \| \| |
|  |                                                                  |
|  | Volpe di Rüppell                                                 |
|  |                                                                  |
|  | Volpe rossa                                                      |
|  |                                                                  |

|  | Volpe di Rüppell |
|  |                  |
|  | Volpe rossa      |
|  |                  |

|  | Volpe afgana |
|  |              |
|  | Fennec       |
|  |              |

|  | Volpe artica           |
|  |                        |
|  | Volpe pigmea americana |
|  |                        |

|  | Corsac                                                           |
|  |                                                                  |
|  | \| \| Volpe di Rüppell \| \| \| \| \| \| Volpe rossa \| \| \| \| |
|  |                                                                  |
|  | Volpe di Rüppell                                                 |
|  |                                                                  |
|  | Volpe rossa                                                      |
|  |                                                                  |

|  | Volpe di Rüppell |
|  |                  |
|  | Volpe rossa      |
|  |                  |

|  | Volpe artica           |
|  |                        |
|  | Volpe pigmea americana |
|  |                        |

|  | Corsac                                                           |
|  |                                                                  |
|  | \| \| Volpe di Rüppell \| \| \| \| \| \| Volpe rossa \| \| \| \| |
|  |                                                                  |
|  | Volpe di Rüppell                                                 |
|  |                                                                  |
|  | Volpe rossa                                                      |
|  |                                                                  |

|  | Volpe di Rüppell |
|  |                  |
|  | Volpe rossa      |
|  |                  |

|  | Volpe artica           |
|  |                        |
|  | Volpe pigmea americana |
|  |                        |

|  | Corsac                                                           |
|  |                                                                  |
|  | \| \| Volpe di Rüppell \| \| \| \| \| \| Volpe rossa \| \| \| \| |
|  |                                                                  |
|  | Volpe di Rüppell                                                 |
|  |                                                                  |
|  | Volpe rossa                                                      |
|  |                                                                  |

|  | Volpe di Rüppell |
|  |                  |
|  | Volpe rossa      |
|  |                  |

|  | Volpe artica           |
|  |                        |
|  | Volpe pigmea americana |
|  |                        |

|  | Corsac                                                           |
|  |                                                                  |
|  | \| \| Volpe di Rüppell \| \| \| \| \| \| Volpe rossa \| \| \| \| |
|  |                                                                  |
|  | Volpe di Rüppell                                                 |
|  |                                                                  |
|  | Volpe rossa                                                      |
|  |                                                                  |

|  | Volpe di Rüppell |
|  |                  |
|  | Volpe rossa      |
|  |                  |

|  | Volpe afgana |
|  |              |
|  | Fennec       |
|  |              |

|  | Volpe artica           |
|  |                        |
|  | Volpe pigmea americana |
|  |                        |

|  | Corsac                                                           |
|  |                                                                  |
|  | \| \| Volpe di Rüppell \| \| \| \| \| \| Volpe rossa \| \| \| \| |
|  |                                                                  |
|  | Volpe di Rüppell                                                 |
|  |                                                                  |
|  | Volpe rossa                                                      |
|  |                                                                  |

|  | Volpe di Rüppell |
|  |                  |
|  | Volpe rossa      |
|  |                  |

|  | Volpe artica           |
|  |                        |
|  | Volpe pigmea americana |
|  |                        |

|  | Corsac                                                           |
|  |                                                                  |
|  | \| \| Volpe di Rüppell \| \| \| \| \| \| Volpe rossa \| \| \| \| |
|  |                                                                  |
|  | Volpe di Rüppell                                                 |
|  |                                                                  |
|  | Volpe rossa                                                      |
|  |                                                                  |

|  | Volpe di Rüppell |
|  |                  |
|  | Volpe rossa      |
|  |                  |

|  | Volpe artica           |
|  |                        |
|  | Volpe pigmea americana |
|  |                        |

|  | Corsac                                                           |
|  |                                                                  |
|  | \| \| Volpe di Rüppell \| \| \| \| \| \| Volpe rossa \| \| \| \| |
|  |                                                                  |
|  | Volpe di Rüppell                                                 |
|  |                                                                  |
|  | Volpe rossa                                                      |
|  |                                                                  |

|  | Volpe di Rüppell |
|  |                  |
|  | Volpe rossa      |
|  |                  |

|  | Volpe artica           |
|  |                        |
|  | Volpe pigmea americana |
|  |                        |

|  | Corsac                                                           |
|  |                                                                  |
|  | \| \| Volpe di Rüppell \| \| \| \| \| \| Volpe rossa \| \| \| \| |
|  |                                                                  |
|  | Volpe di Rüppell                                                 |
|  |                                                                  |
|  | Volpe rossa                                                      |
|  |                                                                  |

|  | Volpe di Rüppell |
|  |                  |
|  | Volpe rossa      |
|  |                  |

|  | Volpe afgana |
|  |              |
|  | Fennec       |
|  |              |

|  | Otocione |
|  |          |

|  | Volpe artica           |
|  |                        |
|  | Volpe pigmea americana |
|  |                        |

|  | Corsac                                                           |
|  |                                                                  |
|  | \| \| Volpe di Rüppell \| \| \| \| \| \| Volpe rossa \| \| \| \| |
|  |                                                                  |
|  | Volpe di Rüppell                                                 |
|  |                                                                  |
|  | Volpe rossa                                                      |
|  |                                                                  |

|  | Volpe di Rüppell |
|  |                  |
|  | Volpe rossa      |
|  |                  |

|  | Volpe artica           |
|  |                        |
|  | Volpe pigmea americana |
|  |                        |

|  | Corsac                                                           |
|  |                                                                  |
|  | \| \| Volpe di Rüppell \| \| \| \| \| \| Volpe rossa \| \| \| \| |
|  |                                                                  |
|  | Volpe di Rüppell                                                 |
|  |                                                                  |
|  | Volpe rossa                                                      |
|  |                                                                  |

|  | Volpe di Rüppell |
|  |                  |
|  | Volpe rossa      |
|  |                  |

|  | Volpe artica           |
|  |                        |
|  | Volpe pigmea americana |
|  |                        |

|  | Corsac                                                           |
|  |                                                                  |
|  | \| \| Volpe di Rüppell \| \| \| \| \| \| Volpe rossa \| \| \| \| |
|  |                                                                  |
|  | Volpe di Rüppell                                                 |
|  |                                                                  |
|  | Volpe rossa                                                      |
|  |                                                                  |

|  | Volpe di Rüppell |
|  |                  |
|  | Volpe rossa      |
|  |                  |

|  | Volpe artica           |
|  |                        |
|  | Volpe pigmea americana |
|  |                        |

|  | Corsac                                                           |
|  |                                                                  |
|  | \| \| Volpe di Rüppell \| \| \| \| \| \| Volpe rossa \| \| \| \| |
|  |                                                                  |
|  | Volpe di Rüppell                                                 |
|  |                                                                  |
|  | Volpe rossa                                                      |
|  |                                                                  |

|  | Volpe di Rüppell |
|  |                  |
|  | Volpe rossa      |
|  |                  |

|  | Volpe afgana |
|  |              |
|  | Fennec       |
|  |              |

|  | Volpe artica           |
|  |                        |
|  | Volpe pigmea americana |
|  |                        |

|  | Corsac                                                           |
|  |                                                                  |
|  | \| \| Volpe di Rüppell \| \| \| \| \| \| Volpe rossa \| \| \| \| |
|  |                                                                  |
|  | Volpe di Rüppell                                                 |
|  |                                                                  |
|  | Volpe rossa                                                      |
|  |                                                                  |

|  | Volpe di Rüppell |
|  |                  |
|  | Volpe rossa      |
|  |                  |

|  | Volpe artica           |
|  |                        |
|  | Volpe pigmea americana |
|  |                        |

|  | Corsac                                                           |
|  |                                                                  |
|  | \| \| Volpe di Rüppell \| \| \| \| \| \| Volpe rossa \| \| \| \| |
|  |                                                                  |
|  | Volpe di Rüppell                                                 |
|  |                                                                  |
|  | Volpe rossa                                                      |
|  |                                                                  |

|  | Volpe di Rüppell |
|  |                  |
|  | Volpe rossa      |
|  |                  |

|  | Volpe artica           |
|  |                        |
|  | Volpe pigmea americana |
|  |                        |

|  | Corsac                                                           |
|  |                                                                  |
|  | \| \| Volpe di Rüppell \| \| \| \| \| \| Volpe rossa \| \| \| \| |
|  |                                                                  |
|  | Volpe di Rüppell                                                 |
|  |                                                                  |
|  | Volpe rossa                                                      |
|  |                                                                  |

|  | Volpe di Rüppell |
|  |                  |
|  | Volpe rossa      |
|  |                  |

|  | Volpe artica           |
|  |                        |
|  | Volpe pigmea americana |
|  |                        |

|  | Corsac                                                           |
|  |                                                                  |
|  | \| \| Volpe di Rüppell \| \| \| \| \| \| Volpe rossa \| \| \| \| |
|  |                                                                  |
|  | Volpe di Rüppell                                                 |
|  |                                                                  |
|  | Volpe rossa                                                      |
|  |                                                                  |

|  | Volpe di Rüppell |
|  |                  |
|  | Volpe rossa      |
|  |                  |

|  | Volpe afgana |
|  |              |
|  | Fennec       |
|  |              |

|  | Volpe artica           |
|  |                        |
|  | Volpe pigmea americana |
|  |                        |

|  | Corsac                                                           |
|  |                                                                  |
|  | \| \| Volpe di Rüppell \| \| \| \| \| \| Volpe rossa \| \| \| \| |
|  |                                                                  |
|  | Volpe di Rüppell                                                 |
|  |                                                                  |
|  | Volpe rossa                                                      |
|  |                                                                  |

|  | Volpe di Rüppell |
|  |                  |
|  | Volpe rossa      |
|  |                  |

|  | Volpe artica           |
|  |                        |
|  | Volpe pigmea americana |
|  |                        |

|  | Corsac                                                           |
|  |                                                                  |
|  | \| \| Volpe di Rüppell \| \| \| \| \| \| Volpe rossa \| \| \| \| |
|  |                                                                  |
|  | Volpe di Rüppell                                                 |
|  |                                                                  |
|  | Volpe rossa                                                      |
|  |                                                                  |

|  | Volpe di Rüppell |
|  |                  |
|  | Volpe rossa      |
|  |                  |

|  | Volpe artica           |
|  |                        |
|  | Volpe pigmea americana |
|  |                        |

|  | Corsac                                                           |
|  |                                                                  |
|  | \| \| Volpe di Rüppell \| \| \| \| \| \| Volpe rossa \| \| \| \| |
|  |                                                                  |
|  | Volpe di Rüppell                                                 |
|  |                                                                  |
|  | Volpe rossa                                                      |
|  |                                                                  |

|  | Volpe di Rüppell |
|  |                  |
|  | Volpe rossa      |
|  |                  |

|  | Volpe artica           |
|  |                        |
|  | Volpe pigmea americana |
|  |                        |

|  | Corsac                                                           |
|  |                                                                  |
|  | \| \| Volpe di Rüppell \| \| \| \| \| \| Volpe rossa \| \| \| \| |
|  |                                                                  |
|  | Volpe di Rüppell                                                 |
|  |                                                                  |
|  | Volpe rossa                                                      |
|  |                                                                  |

|  | Volpe di Rüppell |
|  |                  |
|  | Volpe rossa      |
|  |                  |

|  | Volpe afgana |
|  |              |
|  | Fennec       |
|  |              |

|  | Volpe artica           |
|  |                        |
|  | Volpe pigmea americana |
|  |                        |

|  | Corsac                                                           |
|  |                                                                  |
|  | \| \| Volpe di Rüppell \| \| \| \| \| \| Volpe rossa \| \| \| \| |
|  |                                                                  |
|  | Volpe di Rüppell                                                 |
|  |                                                                  |
|  | Volpe rossa                                                      |
|  |                                                                  |

|  | Volpe di Rüppell |
|  |                  |
|  | Volpe rossa      |
|  |                  |

|  | Volpe artica           |
|  |                        |
|  | Volpe pigmea americana |
|  |                        |

|  | Corsac                                                           |
|  |                                                                  |
|  | \| \| Volpe di Rüppell \| \| \| \| \| \| Volpe rossa \| \| \| \| |
|  |                                                                  |
|  | Volpe di Rüppell                                                 |
|  |                                                                  |
|  | Volpe rossa                                                      |
|  |                                                                  |

|  | Volpe di Rüppell |
|  |                  |
|  | Volpe rossa      |
|  |                  |

|  | Volpe artica           |
|  |                        |
|  | Volpe pigmea americana |
|  |                        |

|  | Corsac                                                           |
|  |                                                                  |
|  | \| \| Volpe di Rüppell \| \| \| \| \| \| Volpe rossa \| \| \| \| |
|  |                                                                  |
|  | Volpe di Rüppell                                                 |
|  |                                                                  |
|  | Volpe rossa                                                      |
|  |                                                                  |

|  | Volpe di Rüppell |
|  |                  |
|  | Volpe rossa      |
|  |                  |

|  | Volpe artica           |
|  |                        |
|  | Volpe pigmea americana |
|  |                        |

|  | Corsac                                                           |
|  |                                                                  |
|  | \| \| Volpe di Rüppell \| \| \| \| \| \| Volpe rossa \| \| \| \| |
|  |                                                                  |
|  | Volpe di Rüppell                                                 |
|  |                                                                  |
|  | Volpe rossa                                                      |
|  |                                                                  |

|  | Volpe di Rüppell |
|  |                  |
|  | Volpe rossa      |
|  |                  |

|  | Volpe afgana |
|  |              |
|  | Fennec       |
|  |              |

|  | Otocione |
|  |          |

|  | Volpe artica           |
|  |                        |
|  | Volpe pigmea americana |
|  |                        |

|  | Corsac                                                           |
|  |                                                                  |
|  | \| \| Volpe di Rüppell \| \| \| \| \| \| Volpe rossa \| \| \| \| |
|  |                                                                  |
|  | Volpe di Rüppell                                                 |
|  |                                                                  |
|  | Volpe rossa                                                      |
|  |                                                                  |

|  | Volpe di Rüppell |
|  |                  |
|  | Volpe rossa      |
|  |                  |

|  | Volpe artica           |
|  |                        |
|  | Volpe pigmea americana |
|  |                        |

|  | Corsac                                                           |
|  |                                                                  |
|  | \| \| Volpe di Rüppell \| \| \| \| \| \| Volpe rossa \| \| \| \| |
|  |                                                                  |
|  | Volpe di Rüppell                                                 |
|  |                                                                  |
|  | Volpe rossa                                                      |
|  |                                                                  |

|  | Volpe di Rüppell |
|  |                  |
|  | Volpe rossa      |
|  |                  |

|  | Volpe artica           |
|  |                        |
|  | Volpe pigmea americana |
|  |                        |

|  | Corsac                                                           |
|  |                                                                  |
|  | \| \| Volpe di Rüppell \| \| \| \| \| \| Volpe rossa \| \| \| \| |
|  |                                                                  |
|  | Volpe di Rüppell                                                 |
|  |                                                                  |
|  | Volpe rossa                                                      |
|  |                                                                  |

|  | Volpe di Rüppell |
|  |                  |
|  | Volpe rossa      |
|  |                  |

|  | Volpe artica           |
|  |                        |
|  | Volpe pigmea americana |
|  |                        |

|  | Corsac                                                           |
|  |                                                                  |
|  | \| \| Volpe di Rüppell \| \| \| \| \| \| Volpe rossa \| \| \| \| |
|  |                                                                  |
|  | Volpe di Rüppell                                                 |
|  |                                                                  |
|  | Volpe rossa                                                      |
|  |                                                                  |

|  | Volpe di Rüppell |
|  |                  |
|  | Volpe rossa      |
|  |                  |

|  | Volpe afgana |
|  |              |
|  | Fennec       |
|  |              |

|  | Volpe artica           |
|  |                        |
|  | Volpe pigmea americana |
|  |                        |

|  | Corsac                                                           |
|  |                                                                  |
|  | \| \| Volpe di Rüppell \| \| \| \| \| \| Volpe rossa \| \| \| \| |
|  |                                                                  |
|  | Volpe di Rüppell                                                 |
|  |                                                                  |
|  | Volpe rossa                                                      |
|  |                                                                  |

|  | Volpe di Rüppell |
|  |                  |
|  | Volpe rossa      |
|  |                  |

|  | Volpe artica           |
|  |                        |
|  | Volpe pigmea americana |
|  |                        |

|  | Corsac                                                           |
|  |                                                                  |
|  | \| \| Volpe di Rüppell \| \| \| \| \| \| Volpe rossa \| \| \| \| |
|  |                                                                  |
|  | Volpe di Rüppell                                                 |
|  |                                                                  |
|  | Volpe rossa                                                      |
|  |                                                                  |

|  | Volpe di Rüppell |
|  |                  |
|  | Volpe rossa      |
|  |                  |

|  | Volpe artica           |
|  |                        |
|  | Volpe pigmea americana |
|  |                        |

|  | Corsac                                                           |
|  |                                                                  |
|  | \| \| Volpe di Rüppell \| \| \| \| \| \| Volpe rossa \| \| \| \| |
|  |                                                                  |
|  | Volpe di Rüppell                                                 |
|  |                                                                  |
|  | Volpe rossa                                                      |
|  |                                                                  |

|  | Volpe di Rüppell |
|  |                  |
|  | Volpe rossa      |
|  |                  |

|  | Volpe artica           |
|  |                        |
|  | Volpe pigmea americana |
|  |                        |

|  | Corsac                                                           |
|  |                                                                  |
|  | \| \| Volpe di Rüppell \| \| \| \| \| \| Volpe rossa \| \| \| \| |
|  |                                                                  |
|  | Volpe di Rüppell                                                 |
|  |                                                                  |
|  | Volpe rossa                                                      |
|  |                                                                  |

|  | Volpe di Rüppell |
|  |                  |
|  | Volpe rossa      |
|  |                  |

|  | Volpe afgana |
|  |              |
|  | Fennec       |
|  |              |

|  | Volpe artica           |
|  |                        |
|  | Volpe pigmea americana |
|  |                        |

|  | Corsac                                                           |
|  |                                                                  |
|  | \| \| Volpe di Rüppell \| \| \| \| \| \| Volpe rossa \| \| \| \| |
|  |                                                                  |
|  | Volpe di Rüppell                                                 |
|  |                                                                  |
|  | Volpe rossa                                                      |
|  |                                                                  |

|  | Volpe di Rüppell |
|  |                  |
|  | Volpe rossa      |
|  |                  |

|  | Volpe artica           |
|  |                        |
|  | Volpe pigmea americana |
|  |                        |

|  | Corsac                                                           |
|  |                                                                  |
|  | \| \| Volpe di Rüppell \| \| \| \| \| \| Volpe rossa \| \| \| \| |
|  |                                                                  |
|  | Volpe di Rüppell                                                 |
|  |                                                                  |
|  | Volpe rossa                                                      |
|  |                                                                  |

|  | Volpe di Rüppell |
|  |                  |
|  | Volpe rossa      |
|  |                  |

|  | Volpe artica           |
|  |                        |
|  | Volpe pigmea americana |
|  |                        |

|  | Corsac                                                           |
|  |                                                                  |
|  | \| \| Volpe di Rüppell \| \| \| \| \| \| Volpe rossa \| \| \| \| |
|  |                                                                  |
|  | Volpe di Rüppell                                                 |
|  |                                                                  |
|  | Volpe rossa                                                      |
|  |                                                                  |

|  | Volpe di Rüppell |
|  |                  |
|  | Volpe rossa      |
|  |                  |

|  | Volpe artica           |
|  |                        |
|  | Volpe pigmea americana |
|  |                        |

|  | Corsac                                                           |
|  |                                                                  |
|  | \| \| Volpe di Rüppell \| \| \| \| \| \| Volpe rossa \| \| \| \| |
|  |                                                                  |
|  | Volpe di Rüppell                                                 |
|  |                                                                  |
|  | Volpe rossa                                                      |
|  |                                                                  |

|  | Volpe di Rüppell |
|  |                  |
|  | Volpe rossa      |
|  |                  |

|  | Volpe afgana |
|  |              |
|  | Fennec       |
|  |              |

|  | Volpe artica           |
|  |                        |
|  | Volpe pigmea americana |
|  |                        |

|  | Corsac                                                           |
|  |                                                                  |
|  | \| \| Volpe di Rüppell \| \| \| \| \| \| Volpe rossa \| \| \| \| |
|  |                                                                  |
|  | Volpe di Rüppell                                                 |
|  |                                                                  |
|  | Volpe rossa                                                      |
|  |                                                                  |

|  | Volpe di Rüppell |
|  |                  |
|  | Volpe rossa      |
|  |                  |

|  | Volpe artica           |
|  |                        |
|  | Volpe pigmea americana |
|  |                        |

|  | Corsac                                                           |
|  |                                                                  |
|  | \| \| Volpe di Rüppell \| \| \| \| \| \| Volpe rossa \| \| \| \| |
|  |                                                                  |
|  | Volpe di Rüppell                                                 |
|  |                                                                  |
|  | Volpe rossa                                                      |
|  |                                                                  |

|  | Volpe di Rüppell |
|  |                  |
|  | Volpe rossa      |
|  |                  |

|  | Volpe artica           |
|  |                        |
|  | Volpe pigmea americana |
|  |                        |

|  | Corsac                                                           |
|  |                                                                  |
|  | \| \| Volpe di Rüppell \| \| \| \| \| \| Volpe rossa \| \| \| \| |
|  |                                                                  |
|  | Volpe di Rüppell                                                 |
|  |                                                                  |
|  | Volpe rossa                                                      |
|  |                                                                  |

|  | Volpe di Rüppell |
|  |                  |
|  | Volpe rossa      |
|  |                  |

|  | Volpe artica           |
|  |                        |
|  | Volpe pigmea americana |
|  |                        |

|  | Corsac                                                           |
|  |                                                                  |
|  | \| \| Volpe di Rüppell \| \| \| \| \| \| Volpe rossa \| \| \| \| |
|  |                                                                  |
|  | Volpe di Rüppell                                                 |
|  |                                                                  |
|  | Volpe rossa                                                      |
|  |                                                                  |

|  | Volpe di Rüppell |
|  |                  |
|  | Volpe rossa      |
|  |                  |

|  | Volpe afgana |
|  |              |
|  | Fennec       |
|  |              |

|  | Otocione |
|  |          |

### Origini

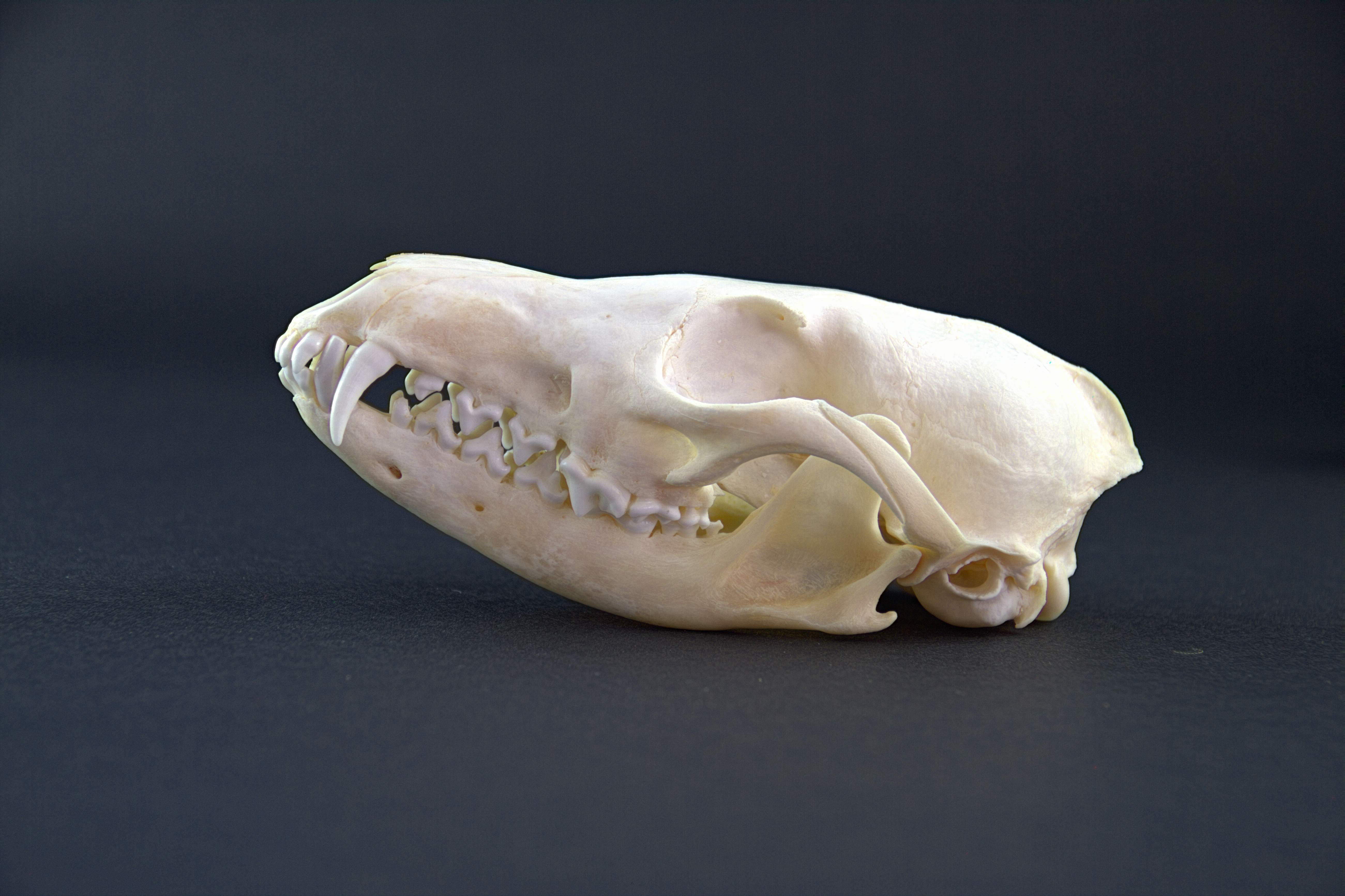
Cranio

La specie è di origine eurasiatica, e potrebbe essere discesa o da Vulpes alopecoides o il cinese V. chikushanensis, entrambi vissuti durante il Villafranchiano medio. È probabile che la specie ancestrale sia stata più piccola della forma odierna, siccome i reperti fossili più antichi di volpe rossa sono invariabilmente più piccoli dei loro discendenti.
La volpe rossa colonizzò il Nordamerica in due ondate: durante o poco prima dell'Illinoiano e durante la glaciazione di Wisconsin. La specie fu ristretta all'estremo nord del nordamerica, e cominciò a espandersi verso sud solo dopo cambiamenti climatici dovuti alle attività umane. Esistono due refugia di volpe rossa in nordamerica, separate sin dal Wisconsiniano. Il refugium boreale appare in Alaska e il Canada occidentale, e consiste nelle sottospecie grandi V. v. alascensis, V. v. abietorum, V. v. regalis, e V. v. rubricosa. Il refugium montano appare nelle zone protette subalpine e i campi alpini delle montagne rocciose, la Catena delle Cascate e il Sierra Nevada, inglobando le sottospecie V. v. macroura, V. v. cascadensis, and V. v. necator.

### Sottospecie

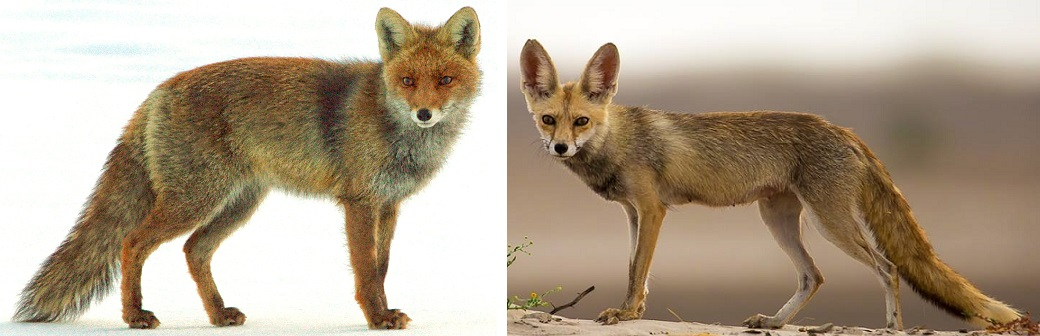
Tipica volpe rossa settentrionale (sinistra) e volpe rossa dei deserti asiatici (destra).

Sin dal 2005, sono riconosciute 45 sottospecie. Nel 2010, fu scoperta attraverso un esame del DNA mitocondriale un'ulteriore popolazione distinta nelle pianure della Valle del Sacramento, V. v. patwin.
Attraverso le attività umane, ci sono stati vari gradi d'incrociamento fra le varie sottospecie; le volpi rosse sulle isole britanniche per esempio si sono incrociate estensivamente con esemplari importati dalla Germania, la Francia, il Belgio, la Sardegna e probabilmente anche dalla Siberia e dalla Scandinavia. In ogni caso, gli studi genetici non rivelano differenze genetiche sostanziali entro le popolazioni europee. Una mancanza di diversità genetica è consistente con il fatto che la specie è altamente mobile, potendo un esemplare viaggiare fino a circa 320 chilometri in un anno. Sebbene volpi rosse di origine europea furono introdotte in varie zone degli Stati Uniti durante il ventesimo secolo, i test genetici indicano una assenza totale di aplotipi europei nelle popolazioni americane. Volpi di origine nordamericana orientale sono state introdotte in California meridionale, la Valle di San Joaquin e la San Francisco Bay Area, dove si sono leggermente immischiate con la sottospecie indigena V. v. patwin. Inoltre, non ci sono prove che le volpi orientali introdotte in California si sono incrociate con l'altra sottospecie indigena V. v. necator. Le mappe genetiche indicano che le volpi rosse nordamericane sono state separate dai loro conspecifici eurasiatici da 400.000 anni, così probabilmente rendendo il nome binomiale V. fulva usato in passato per la volpe rossa nordamericana valido se la speciazione è accaduta.
Le sottospecie vengono divise in due categorie:
- Volpi rosse settentrionali: Volpi rosse grandi e intensamente colorate.
- Volpi rosse meridionali del deserto: Includono le sottospecie asiatiche V. v. griffithi, V. v. pusilla, e V. v. flavescens. Queste sottospecie dimostrano tratti intermedi tra le volpi rosse settentrionali e le altre specie di volpe. I loro teschi sono più neoteni, e sono di dimensioni generalmente inferiori. La grandezza massima di una volpe rossa di questa categoria è invariabilmente inferiore alla media di quella d'una volpe rossa settentrionale. I loro arti sono anche proporzionalmente più lunghi, e le loro orecchie più grandi.[6]

| Sottospecie                                                          | Autorità                                                     | Descrizione | Areale | Sinonimi |
| -------------------------------------------------------------------- | ------------------------------------------------------------ | --- | --- | --- |
| Volpe rossa scandinava V. v. vulpes                                  | Carls Linnaeus, 1758                                         | Sottospecie grande con manto rosso intenso e una striscia giallastra lungo il posteriore.                                                                               | Scandinavia e le zone boreali della Russia europea settentrionale e occidentale fino agli Urali                               | alopex (Linnaeus, 1758) communis (Burnett, 1829) lineatus (Billberg, 1827) nigro-argenteus (Nilsson, 1820) nigrocaudatus (Billberg, 1827) septentrionalis (Brass, 1911) variegates (Billberg, 1827) vulgaris (Oken, 1816)                                                                                   |
| Volpe rossa della Columbia Britannica V. v. abietorum                | Merriam, 1900                                                | Simile a V. v. alascensis, ma con cranio meno robusto. | L'entroterra della Columbia Britannica e probabilmente l'Alaska sudorientale                                                  | sitkaensis (Brass, 1911) |
| Volpe rossa dell'Alaska settentrionale V. v. alascensis              | Merriam, 1900                                                | Sottospecie grande con orecchie piccole, coda lunga e manto di color oro fulvo.                                                                                         | Yukon | |
| Volpe rossa transcaucasica orientale V. v. alpherakyi                | Satunin, 1906                                                | Sottospecie piccola con manto corto e grossolano di color grigio o bruno ruggine, con striscia di color ruggine intenso lungo la schiena.                               | Regione di Qyzylorda | |
| Volpe rossa anatolica V. v. anatolica                                | Thomas, 1920                                                 | | Regione dell'Egeo | |
| Volpe rossa araba V. v. arabica                                      | Thomas, 1920                                                 | | Dhofar e i Monti Ḥajar | |
| Volpe rossa dell'Atlante V. v. atlantica                             | Wagner, 1841                                                 | | Catena montuosa dell'Atlante                                                                                                  | algeriensis (Loche, 1858) |
| Volpe rossa del Labrador V. v. bangsi                                | Merriam, 1900                                                | Simile a V. v. fulva, ma con orecchie più piccole e meno nero sulle orecchie e gli arti.                                                                                | Penisola del Labrador | |
| Volpe rossa barbaresca V. v. barbara                                 | Shaw, 1800                                                   | | Stati barbareschi | acaab (Cabrera, 1916) |
| Volpe rossa beringiana V. v. beringiana                              | Middendorff, 1875                                            | Sottospecie grande con manto lungo e soffice di color rosso intenso. | Costa russa dello Stretto di Bering                                                                                           | anadyrensis (J. A. Allen, 1903) beringensis (Merriam, 1902) kamtschadensis (Brass, 1911) kamtschatica (Dybowski, 1922) schantaricus (Yudin, 1986) |
| Volpe rossa delle Cascate V. v. cascadensis                          | Merriam, 1900                                                | Sottospecie coda corta e dentatura piccola, con manto giallastro. | Catena delle Cascate | |
| Volpe rossa caucasica settentrionale V. v. caucasica                 | Dinnik, 1914                                                 | Sottospecie grande, probabilmente frutto d'incroci tra V. v. stepensis e V. v. karagan. Il manto e corto e grossolano, di color variabile, dal rossiccio al grigiastro. | Ciscaucasia | |
| Volpe rossa europea V. v. crucigera                                  | Bechstein, 1789                                              | Più piccola di V. v. vulpes, con dentatura meno robusta. | Tutta l'Europa tranne la Scandinavia, la penisola Iberica e certe isole del mediterraneo. Introdotto in Australia e Virginia. | alba (Borkhausen, 1797) cinera (Bechstein, 1801) diluta (Ognev, 1924) europaeus (Kerr, 1792) hellenica (Douma-Petridou and Ondrias, 1980) hypomelas (Wagner, 1841) lutea (Bechstein, 1801) melanogaster (Bonaparte, 1832) meridionalis (Fitzinger, 1855) nigra (Borkhausen, 1797) stepensis (Brauner, 1914) |
| Volpe rossa della Dauria V. v. daurica                               | Ognev, 1931                                                  | Sottospecie grande con manto grossolano ma soffice. | Dauria | ussuriensis (Dybowski, 1922) |
| Volpe rossa della Terranova V. v. deletrix                           | Bangs, 1898                                                  | Sottospecie molto pallida con zampe e artigli grandi. | Terranova | |
| Volpe rossa dell'Ussuri V. v. dolichocrania                          | Ognev, 1926                                                  | | Siberia sudorientale | ognevi (Yudin, 1986) |
| V. v. dorsalis                                                       | J. E. Gray, 1838                                             | | | |
| Volpe rossa turkmena V. v. flavescens                                | J. E. Gray, 1838                                             | Sottospecie con cranio neotono e manto grigiastro. | Iran settentrionale | cinerascens (Birula, 1913) splendens (Thomas, 1902) |
| Volpe rossa della Virginia V. v. fulvus                              | Desmarest, 1820                                              | Più piccola di V. v. vulpes, con manto più chiaro ma gli arti più scuri.                                                                                                | Stati Uniti e Canada orientale                                                                                                | pennsylvanicus (Rhoads, 1894) |
| Volpe rossa afgana V. v. griffithi                                   | Blyth, 1854                                                  | Leggermente più piccola di V. v. montana, ma con manto più grossolano e argentato.                                                                                      | Afghanistan | flavescens (Hutton, 1845) |
| Volpe rossa del Kodiak V. v. harrimani                               | Merriam, 1900                                                | Sottospecie grande con coda lunga, manto grossolano e una criniera lungo il collo e le spalle.                                                                          | Isola Kodiak | |
| Volpe rossa della Cina meridionale V. v. hoole                       | Swinhoe, 1870                                                | Simile a V. v. crucigera, ma con manto meno intenso e più grigiastro.                                                                                                   | Cina meridionale | aurantioluteus (Matschie, 1907) lineiventer (Swinhoe, 1871) |
| Volpe rossa sarda V. v. ichnusae                                     | Miller, 1907                                                 | Più piccola di V. v. crucigera. | Sardegna, probabilmente introdotta in Inghilterra                                                                             | |
| Volpe rossa del Cipro V. v. indutus                                  | Miller, 1907                                                 | | Cipro | |
| Volpe rossa del Jakutsk V. v. jakutensis                             | Ognev, 1923                                                  | Sottospecie grande, ma più piccola di V. v. beringiana, con manto bruno ruggine.                                                                                        | Siberia orientale | sibiricus (Dybowski, 1922) |
| Volpe rossa giapponese V. v. japonica                                | Ognev, 1923                                                  | | Giappone | |
| Volpe rossa chirghisa V. v. karagan                                  | Erxleben, 1777                                               | Più piccola di V. v. vulpes, con manto corto e grossolano di color giallo-grigiastro.                                                                                   | Steppe della Chirghisia | ferganensis (Ognev, 1926) melanotus (Pallas, 1811) pamirensis (Ognev, 1926) tarimensis (Matschie, 1907) |
| Volpe rossa della Penisola di Kenai V. v. kenaiensis                 | Merriam, 1900                                                | Sottospecie grande, tra le più grosse del nordamerica, con manto più soffice di quello di V. v. harrimani.                                                              | Penisola di Kenai | |
| Volpe rossa delle montagne transcaucasiche V. v. kurdistanica        | Satunin, 1906                                                | Sottospecie intermedia tra V. v. alpheryaki e V. v. caucasica, con manto soffice di color giallo o grigio chiaro.                                                       | Turchia nordorientale | alticola (Ognev, 1926) |
| Volpe rossa dei Monti Wasatch V. v. macroura                         | Baird, 1852                                                  | Simile a V. v. fulva, ma con arti più scuri e coda più lunga. | Montagne Rocciose | |
| Volpe rossa delle colline V. v. montana                              | Pearson, 1836                                                | Più piccola di V. v. vulpes, con dentatura meno robusta, manto più grossolano e piedi più pelosi.                                                                       | Himalaya | alopex (Blanford, 1888) himalaicus (Ogilby, 1837) ladacensis (Matschie, 1907) nepalensis (J. E. Gray, 1837) waddelli (Bonhote, 1906) |
| Volpe rossa della Sierra Nevada V. v. necator                        | Merriam, 1900                                                | Simile a V. v. fulvus, ma con un cranio più simile a quello di V. v. macroura.                                                                                          | Sierra Nevada | |
| Volpe rossa del Nilo V. v. niloticus E. Geoffroy Saint-Hilaire, 1803 | Sottospecie piccola con manto grigio-bruno e un dorso scuro. | Egitto | aegyptiacus (Sonnini, 1816) anubis (Hemprich and Ehrenberg, 1833) vulpecula (Hemprich and Ehrenberg, 1833)                    | |
| Volpe rossa del Turkestan V. v. ochroxantha                          | Ognev, 1926                                                  | | Turkestan orientale e Chirghisia                                                                                              | |
| Volpe rossa della Palestina V. v. palaestina                         | Thomas, 1920                                                 | | Israele | |
| Volpe rossa coreana V. v. peculiosa                                  | Kishida, 1924                                                | | Cina nordorientale e la penisola coreana                                                                                      | kiyomassai (Kishida and Mori, 1929) |
| Volpe rossa dai piedi bianchi V. v. pusilla                          | Blyth, 1854                                                  | Più piccola di V. v. griffithii. | Punjab | leucopus (Blyth, 1854) persicus (Blanford, 1875) |
| Volpe rossa delle pianure settentrionali V. v. regalis               | Merriam, 1900                                                | Sottospecie più grande del nordamerica, con orecchie grandi, coda lunga, manto giallo-oro e zampe nere.                                                                 | Presso Elk River, Minnesota                                                                                                   | |
| Volpe rossa della Nuova Scozia V. v. rubricosa                       | Bangs, 1898                                                  | Sottospecie grande con dentatura robusta, coda lunga e manto scuro. | Nuova Scozia | bangsi (Merriam, 1900) deletrix (Bangs, 1898) rubricos (Churcher, 1960) vafra (Bangs, 1897) |
| Volpe rossa di Sachalin V. v. schrencki                              | Kishida, 1924                                                | | Sachalin | |
| Volpe rossa iberica V. v. silacea                                    | Miller, 1907                                                 | Simile a V. v. vulpes, ma con dentatura meno robusta e manto grigio-brunastro.                                                                                          | Penisola iberica | |
| Volpe rossa delle isole Curili V. v. splendidissima                  | Kishida, 1924                                                | | Isole Curili | |
| Volpe rossa delle steppe V. v. stepensis                             | Brauner, 1914                                                | Più piccola e chiara di V. v. crucigera, con manto corto e grossolano.                                                                                                  | Steppe dell'Ucraina | krymeamontana (Brauner, 1914) crymensis (Brauner, 1914) |
| Volpe rossa del Tobol'sk V. v. tobolica                              | Ognev, 1926                                                  | Sottospecie grande con manto lungo e folto di color giallastro o rossastro, con striscia scura orizzontale lungo le spalle ben definita.                                | Tobol'skij rajon | |
| Volpe rossa della Cina settentrionale V. v. tschiliensis             | Matschie, 1907                                               | Simile a V. v. hoole, ma con cranio più grosso. | Cina nordorientale | huli (Sowerby, 1923) |

## Aspetto

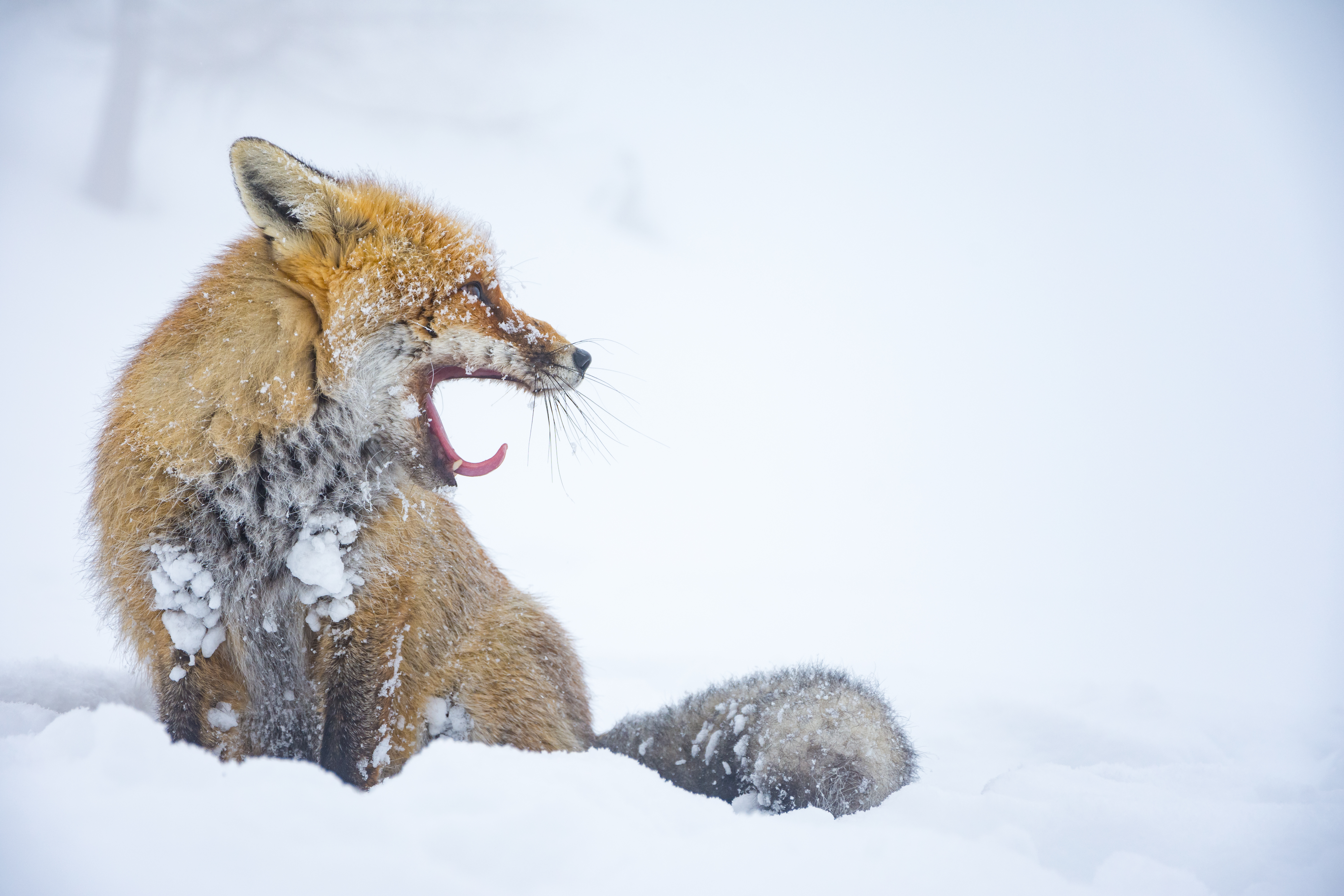
Una volpe rossa nel Parco Nazionale del Gran Paradiso.

Questi animali possono misurare fra i 75 e i 140 cm, per un peso che varia dai 3 ai 15 kg: queste misure rendono la volpe rossa il più grande appartenente al proprio genere.
Il colore, spesso rossiccio, va dal giallo al marrone, a seconda degli individui e delle regioni. La gola, il ventre e l'estremità della coda sono bianche; quest'ultima è lunga e folta. Il muso è allungato e le orecchie sono triangolari ed estremamente mobili.

## Ecologia

### Alimentazione
Nonostante sia classificato come carnivoro la volpe rossa è un animale onnivoro nonché grande opportunista. È in grado di cacciare prede di diverse dimensioni, da insetti di 0,5 cm di lunghezza a uccelli di 1,5 m di apertura alare. La sua dieta si basa su una grande varietà di specie: invertebrati, piccoli mammiferi, uccelli, uova e piccoli anfibi e rettili. Tra i vegetali particolarmente graditi ci sono i frutti di bosco e altri tipi di frutta. Possono anche nutrirsi di carogne e di qualsiasi cosa di commestibile incontrino.
Le volpi rosse sono solite cacciare da sole. Con il loro raffinato senso dell'udito possono individuare piccoli mammiferi tra l'erba alta e folta balzando in aria e finendo su di loro. Possono anche cacciare prede quali i conigli appostandosi in modo furtivo e silenzioso e balzando con un rapido scatto su di loro. Le volpi rosse tendono ad avere un atteggiamento molto ossessivo nei confronti del cibo e raramente lo condividono con gli altri esemplari: fanno eccezione i comportamenti del periodo degli amori e delle madri con i propri cuccioli.
La quantità di cibo consumata giornalmente varia dai 0,5 kg a 1 kg. Le volpi rosse hanno uno stomaco piccolo rispetto alle loro dimensioni e per questo motivo possono mangiare solo la metà di quello che possono ingerire i cani o i lupi rispetto alla loro stazza. Nei periodi di abbondanza le volpi rosse mettono da parte scorte alimentari per il futuro seppellendole in piccole buche di 5–10 cm. Tendono a nascondere il cibo in tanti piccoli nascondigli piuttosto che in un unico 'grande magazzino'. Si pensa che agiscano in questo modo per non rischiare di perdere l'intera scorta in una sola volta.

### Comportamento
Normalmente vive in coppia, con i cuccioli, anche se talvolta è possibile osservarne esemplari solitari o in gruppi di 4 o 6 adulti. Il maschio marchia il territorio in modo sistematico e comunica con i propri simili attraverso segnali sonori, visivi, tattili e olfattivi. Una volpe rossa può riconoscere un altro esemplare dall'odore, oltre a decifrarne il rango gerarchico e il livello sociale. È significativo sottolineare che, in questa specie, la coppia tende a riformarsi ogni anno e che il maschio solitamente partecipa attivamente alla cura e all'allevamento della prole, procurando il cibo e difendendo i cuccioli da possibili predatori.
Per vivere in una grande varietà di ambienti diversi, le volpi rosse devono avere una grande capacità di adattamento. Non deve sembrare strano infatti il fenomeno di due popolazioni distinte di volpi che si comportano come se fossero specie totalmente differenti. Le volpi rosse sono animali crepuscolari o addirittura notturni nelle zone in cui l'intervento dell'uomo è massiccio (e c'è presenza di luce artificiale); per queste ragioni sono più attive di notte che di giorno. Generalmente sono cacciatori solitari. Le volpi rosse sono animali territoriali e difendono il loro territorio in coppia durante l'inverno e da sole durante l'estate. Il loro territorio può estendersi per 50 km² anche se può ridursi drasticamente anche fino a 12 km² in zone in cui il cibo è abbondante. Marcano il loro territorio mediante delle ghiandole odorifere poste vicino alla coda. La sostanza odorosa secreta da questa ghiandola è composta da tioli e tioacetato, molto simile, anche se posseduta in minor quantità, a quelle dalle puzzole. I membri della famiglia comunicano tra loro attraverso il linguaggio del corpo e l'emissione di suoni differenti. Posseggono una vasta gamma di vocalizzazioni utilizzate in base alle situazioni più specifiche. Possono inoltre comunicare tra loro mediante l'olfatto e per questo spesso marcano il cibo e il territorio con l'urina.
Spesso utilizzano tane usate da animali come tassi o conigli. I tassi sono tra i principali nemici delle volpi e spesso minacciano di divorare i cuccioli.

### Riproduzione

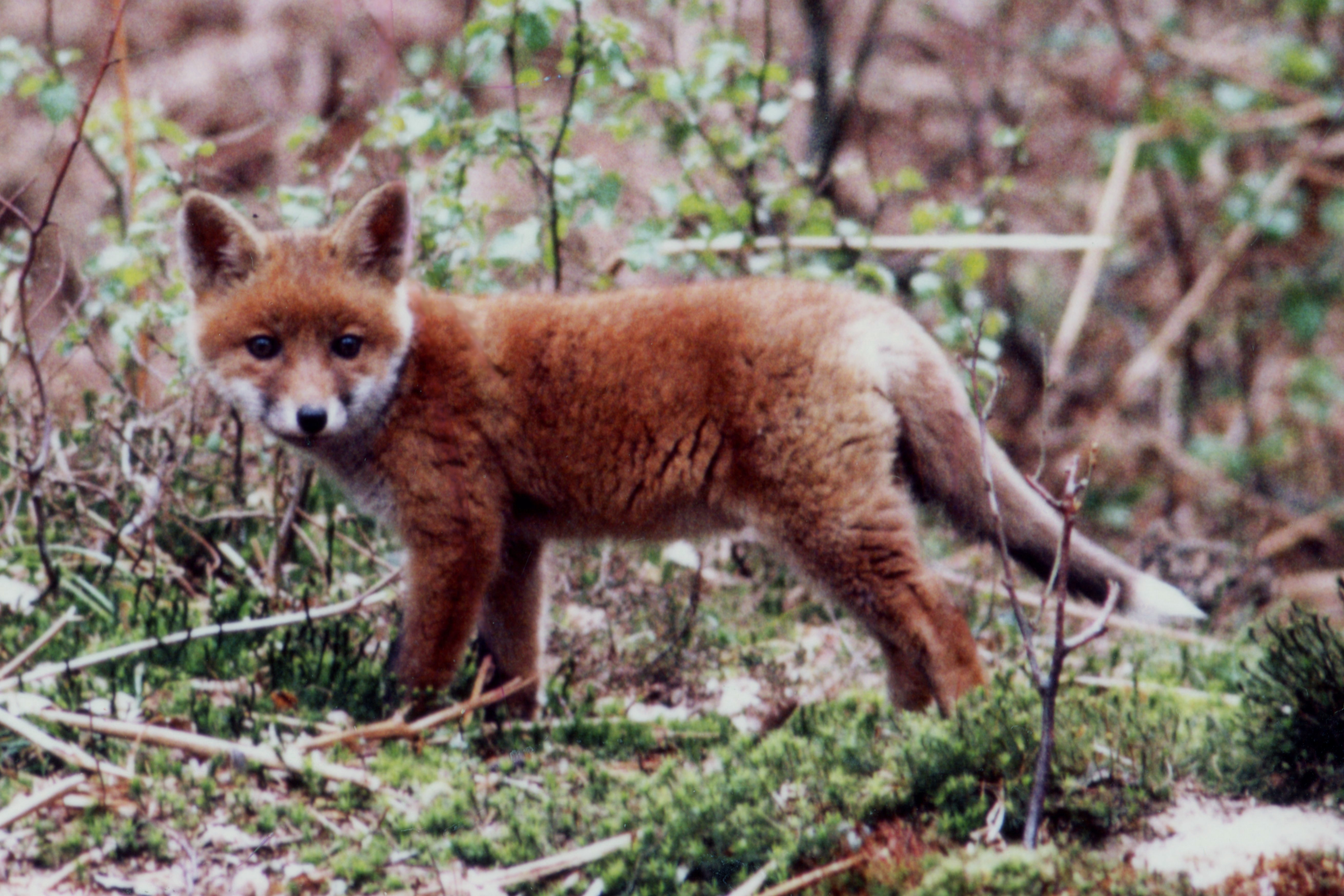
Cucciolo di volpe rossa

Il periodo di riproduzione è molto variabile e cambia secondo la latitudine: in Italia ha luogo in inverno, tra dicembre e febbraio. I parti avvengono generalmente tra marzo e aprile. La femmina, dopo una gestazione di 7 settimane, partorisce, in una tana, in media da 3 a 5 piccoli, che vengono allattati per un mese. AI termine di questo periodo essi iniziano a prendere i primi cibi solidi, costituiti da alimenti predigeriti dalla madre e poi rigurgitati. Questa tecnica è molto vantaggiosa poiché permette di nutrire la cucciolata senza portare le carcasse vicino alla tana e nel contempo fa sì che i piccoli non debbano spostarsi alla ricerca di cibo, esponendosi a eventuali pericoli. Durante le prime due settimane di vita, la madre non abbandona i cuccioli, si dedica interamente al loro allattamento e viene nutrita dal maschio. La femmina non esita a trasportare in luoghi più sicuri i propri piccoli se, nei pressi della tana, vengono a crearsi fattori di disturbo. I piccoli escono dalla tana per la prima volta intorno alla quarta o quinta settimana e sono molto giocherelloni. In genere la volpe rossa si nasconde nei rovi, nelle tane e in case abbandonate. Cercano luoghi caldi e asciutti in inverno, mentre in estate cercano luoghi freschi e umidi. La volpe rossa femmina in genere produce i suoi cuccioli vicino all'acqua perché una volta partorito la volpe rossa è disidratata e deve abbeverarsi.
In natura, questa specie può raggiungere un'età di 12 anni.

## Il rapporto con l'uomo
Le volpi rosse hanno sempre avuto un impatto ambivalente nell'immaginario dell'uomo: da un lato sono ritenute un problema, in quanto prediligono i piccoli animali da cortile e il pollame, dall'altro sono sempre state ammirate per la loro bellezza e scaltrezza (numerosi sono infatti i racconti che narrano l'intelligenza di questo animale). 

## Distribuzione e habitat
La volpe rossa si trova in tutto l'emisfero boreale ad eccezione dei deserti di Stati Uniti, Messico e Sahara. Può vivere in qualsiasi ambiente ma si trova maggiormente nei boschi e nelle foreste.

## Galleria d'immagini

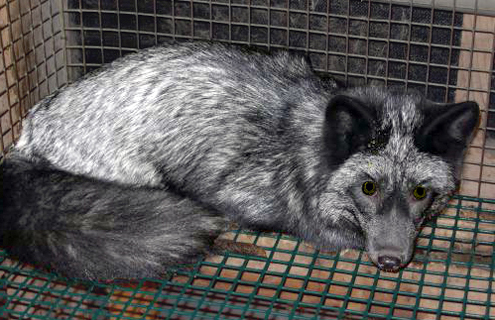
Varietà argentata
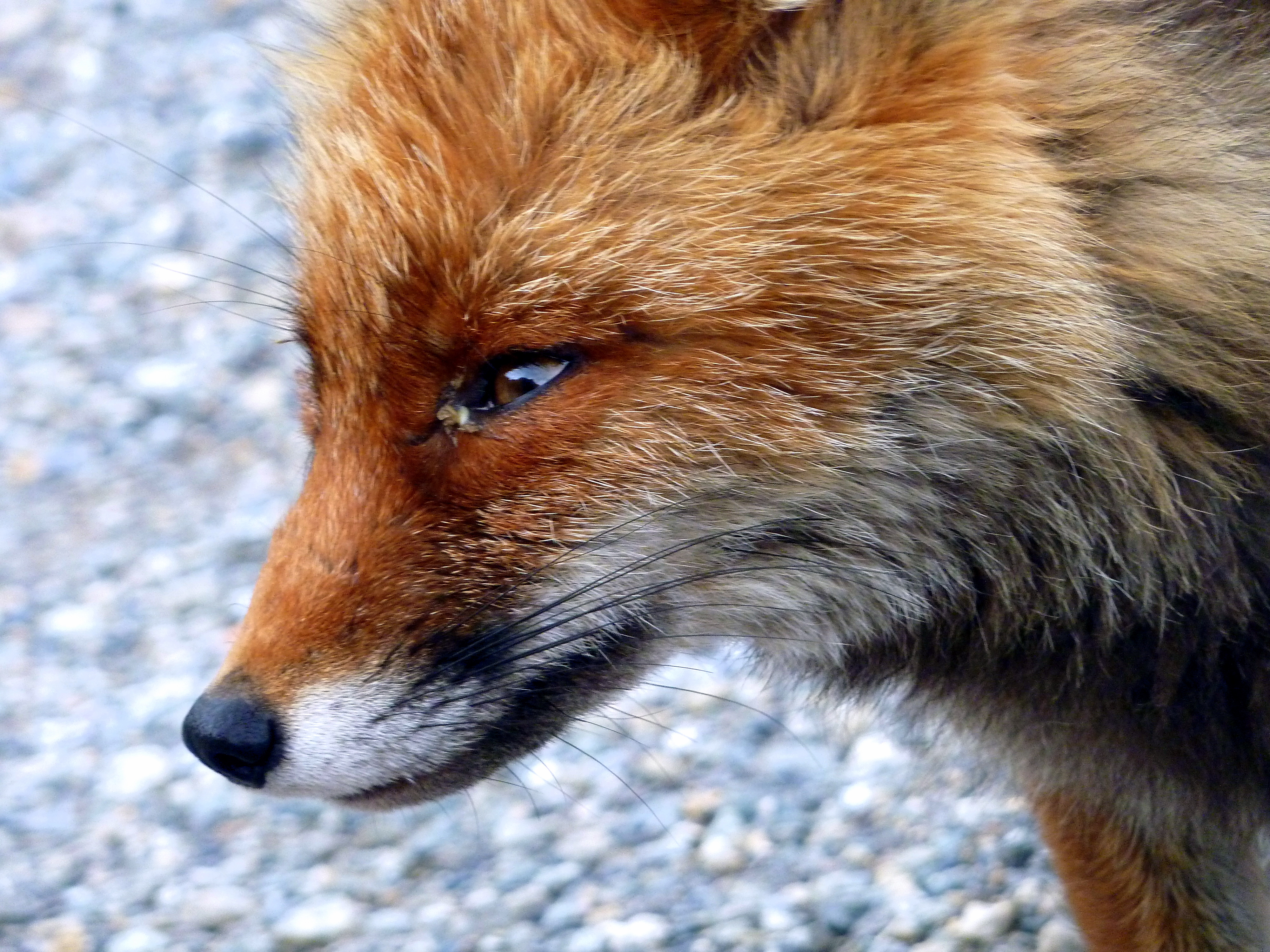
Esemplare fotografato in Località Pont, Valsavarenche - Valle d'Aosta
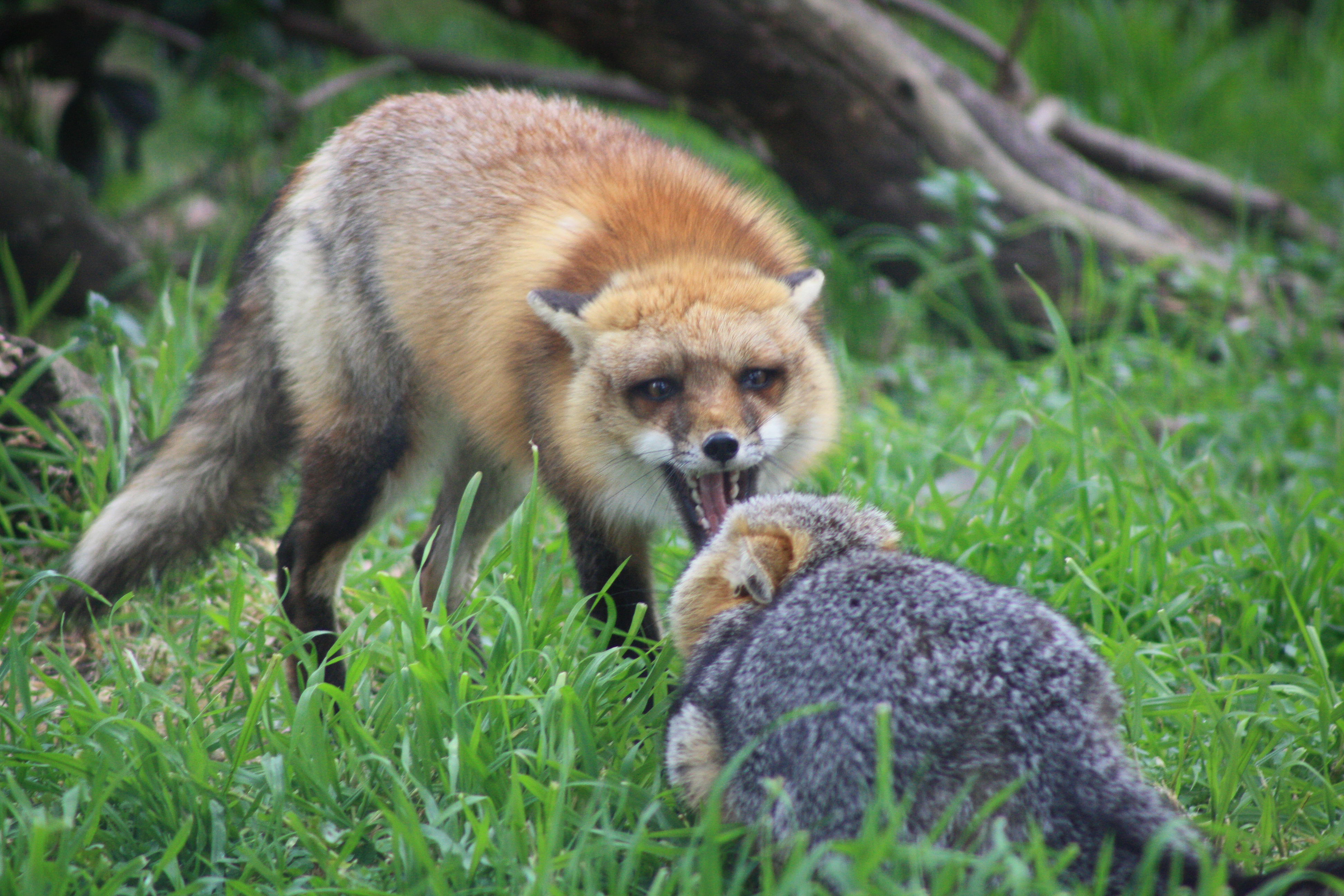
Una volpe rossa in uno scontro con una volpe grigia, nel San Joaquin National Wildlife Refuge
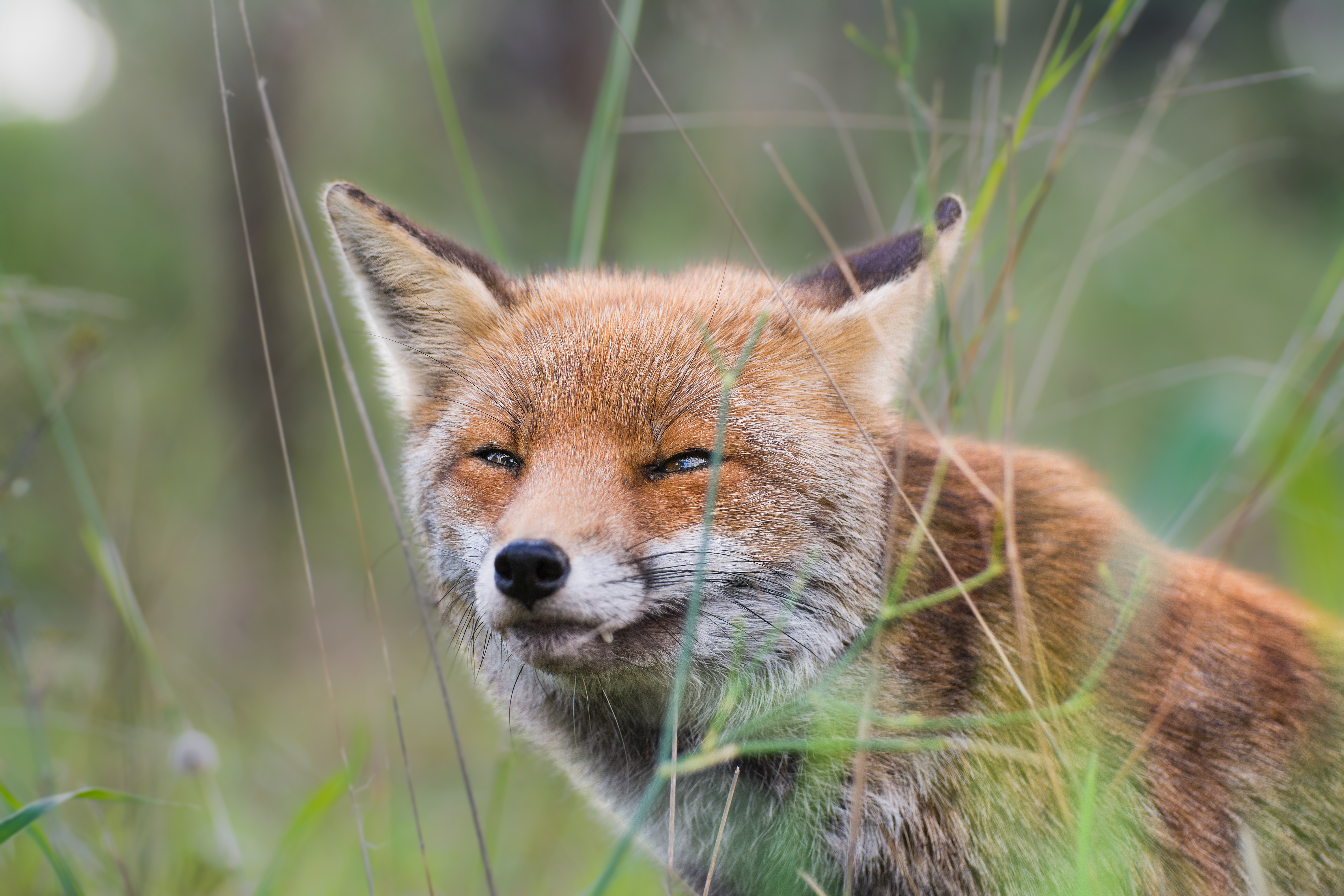
Una volpe rossa fotografata nel parco naturale della Maremma